# Клермон-Ферран (трасса)
Трасса Клермон-Ферран (фр. Clermont-Ferrand) — гоночная трасса, расположенная недалеко от города Клермон-Ферран (Овернь, Франция), штаб-квартиры компании Michelin. Также известна под названиями Circuit de Montagne d’Auvergne (трасса в горах Оверня), Charade Circuit (трасса Шарад), Circuit Louis Rosier (трасса имени Луи Розье).

## История
Построена в 1958 году. На трассе были проведены 4 Гран-при Франции с 1965 по 1972 годы. Соревнования Формулы-1 были прекращены после серьёзной аварии в Гран-при 1972 года, когда австрийский пилот Хельмут Марко лишился в аварии глаза. На трассе после этого проходили соревнования в младших гоночных сериях и мотоциклетные гонки, но в 1988 году проведение соревнований прекратилось по соображениям безопасности. С этого момента используется только короткая версия трассы (3.8 км).

## Конфигурации трассы
Трасса Клермон-Ферран, расположенная в горах Овернь на склоне потухшего вулкана, отличается сложным профилем, большим количеством закрытых опасных поворотов и перепадом высот. По характеру трассу сравнивали с Северной петлей Нюрбургринга. Трассу можно отнести к медленным (единственная прямая была длиной всего 900 метров), с примерной средней скоростью в районе 160 км/ч на круге.
| Версия | Длина (м) | Гран-при                   | Рекорд круга в квалификации            |
| Версия | Длина (м) | Гран-при                   | Рекорд круга в гонке                   |
| ------ | --------- | -------------------------- | -------------------------------------- |
| 1965   | 8 055     | 4 (1965, 1969, 1970, 1972) | 2:53,4/167,231 км/ч (1972, Крис Эймон) |
| 1965   | 8 055     | 4 (1965, 1969, 1970, 1972) | 2:53,9/166,800 км/ч (1972, Крис Эймон) |

## Победители Гран-при Франции на трассе Клермон-Ферран
| Сезон | #  | Пилот        | Конструктор  | Отчёт |
| ----- | -- | ------------ | ------------ | ----- |
| 1972  | 22 | Джеки Стюарт | Tyrrell-Ford | Отчёт |
| 1970  | 20 | Йохен Риндт  | Lotus-Ford   | Отчёт |
| 1969  | 19 | Джеки Стюарт | Matra-Ford   | Отчёт |
| 1965  | 15 | Джим Кларк   | Lotus-Climax | Отчёт |